# Чупливи неща
Чупливи неща (на английски: Fragile Things) е сборник с разкази и поезия от английския писател Нийл Геймън. Повечето от разказите, включени в книгата, вече са издавани от различни списания или са включвани в антологии.